# Jean-Pierre Moyne-Petiot
Jean-Pierre Claude Nicolas Moyne-Petiot est un homme politique français né le 6 décembre 1783 à Cuiseaux (Saône-et-Loire) et décédé le 25 décembre 1853 à Paris.

## Biographie
Avocat à Chalon-sur-Saône, il est député suppléant à la chambre des Cent-Jours, mais n'est pas appelé à siéger. Il est député de Saône-et-Loire de 1828 à 1830, siégeant dans la majorité soutenant les gouvernements de la Restauration.
Il est le fils de Jean-Baptiste Moyne, député au Conseil des Cinq-Cents pour la Saône-et-Loire.